# Krajowe Eliminacje
Krajowe Eliminacje (Nationale kwalificatie) is de Poolse nationale selectie voor het Eurovisiesongfestival. De eerste editie van Krajowe Eliminacje werd gehouden in 2010.

## Lijst met winnaars
| Jaar | Liedje             | Artiest                   | songwriter(s)                                             | Finale | Punten | Halve finale | Punten |
| ---- | ------------------ | ------------------------- | --------------------------------------------------------- | ------ | ------ | ------------ | ------ |
| 2010 | Legenda            | Marcin Mroziński          | Marcin Nierubiec, Marcin Mroziński                        | X      | X      | 13           | 44     |
| 2011 | Jestem             | Magdalena Tul             | Magdalena Tul                                             | X      | X      | 19           | 18     |
| 2016 | Color of Your Life | Michał Szpak              | Andy Palmer, Kamil Varen                                  | 8      | 229    | 6            | 151    |
| 2017 | Flashlight         | Kasia Moś                 | Kasia Mo, Pete Baringger, Rickard Bonde Truumeel          | 22     | 64     | 9            | 119    |
| 2018 | Light Me Up        | Gromee feat. Lukas Meijer | Andrzej Gromala, Lukas Meijer, Mahan Moin, Christian Rabb | X      | X      | 14           | 81     |